# Antoni Nicolau i Adrover
Antoni Nicolau i Adrover (* 1962 in Campos) ist ein spanischer Segler.

## Leben
Er wurde auf der spanischen Mittelmeerinsel Mallorca geboren und begann als Zwölfjähriger mit dem Segelsport. 
Nach fünfjähriger Vorbereitung startete er am 17. Januar 1996 eine Weltumsegelung als Alleinsegler. Dafür hatte er seinen 10,54 Meter langen Regattasegler Encis entsprechend umgebaut und ausgerüstet. Zum Zeitpunkt des Beginns der Reise hatte er bereits 13.000 Seemeilen Segelerfahrung. Die Weltumsegelung startete im Yachthafen von Sa Ràpita-Campos und führte über Gibraltar, Kanaren, Karibik, Venezuela, Panama, Galapagosinseln, Marquesas, Tuamotu-Archipel, Fidschi, Vanuatu, Australien, Bali, Singapur, Malaysia, Thailand, Sri Lanka, Dschibuti, Sudan, Ägypten, Griechenland, Sizilien, Sardinien zurück zum Ausgangspunkt Sa Ràpita auf Mallorca. Das Ziel erreichte er nach 25.800 nautischen Meilen am 24. Mai 1997. 
Auf dem Atlantik hatte das Boot nach einem fünftägigen Sturm extrem starke Schlagseite. Bei den Tuamotu-Inseln hatte er das Steuerruder verloren, in der Meerenge von Torres, nördlich von Australien erlitt er mehrfach Ohnmachtsanfälle. Weitere Probleme waren ein Wassereinbruch bei Australien, bürokratische Probleme in Indonesien und auf Phuket sowie Halluzinationen im Roten Meer.
Er ist verheiratet und hat eine 1994 geborene Tochter.